# Helladia imperialis
Helladia imperialis är en skalbaggsart. Helladia imperialis ingår i släktet Helladia och familjen långhorningar.

## Underarter
Arten delas in i följande underarter:
- H. i. imperialis
- H. i. dorud